# 소니 α6000
소니 α6000은 2014년 2월 13일 출시된  소니 E마운트 미러리스 렌즈 교환식 카메라이다. 라인업 상. NEX-7의 하위 기종이며, NEX-6의 후계기지만, 소니에서 두 기종의 통합적인 후계기로 공고함으로써, 실질적인 APS-C 라인중 최상급기로 공개되었다.
기존 기종들과의 차이점으로는, 센서 성능의 강화가 두드러지는데, NEX-6의 99점 위상차 AF의 센서 커버리지는 50%였는데 반해, a6000은 179점, 92% 커버리지를 가진다. 이 덕분에 동체 추적모드를 사용하면서도 11회 연사가 가능할 만큼 초점 기능이 강화되었다. 또한 새로운 Bionz X 프로세서와, 2,400만 화소 Exmor APS HD CMOS 탑재하였다.

## 갤러리

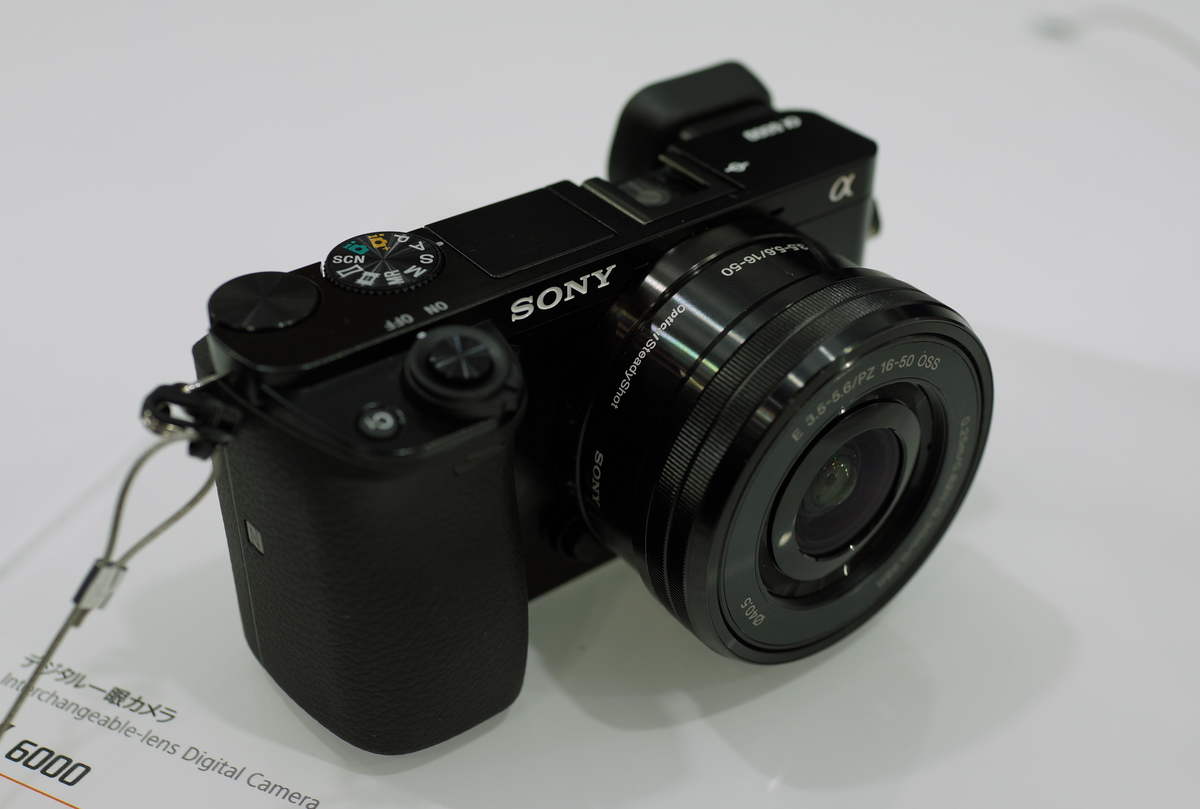
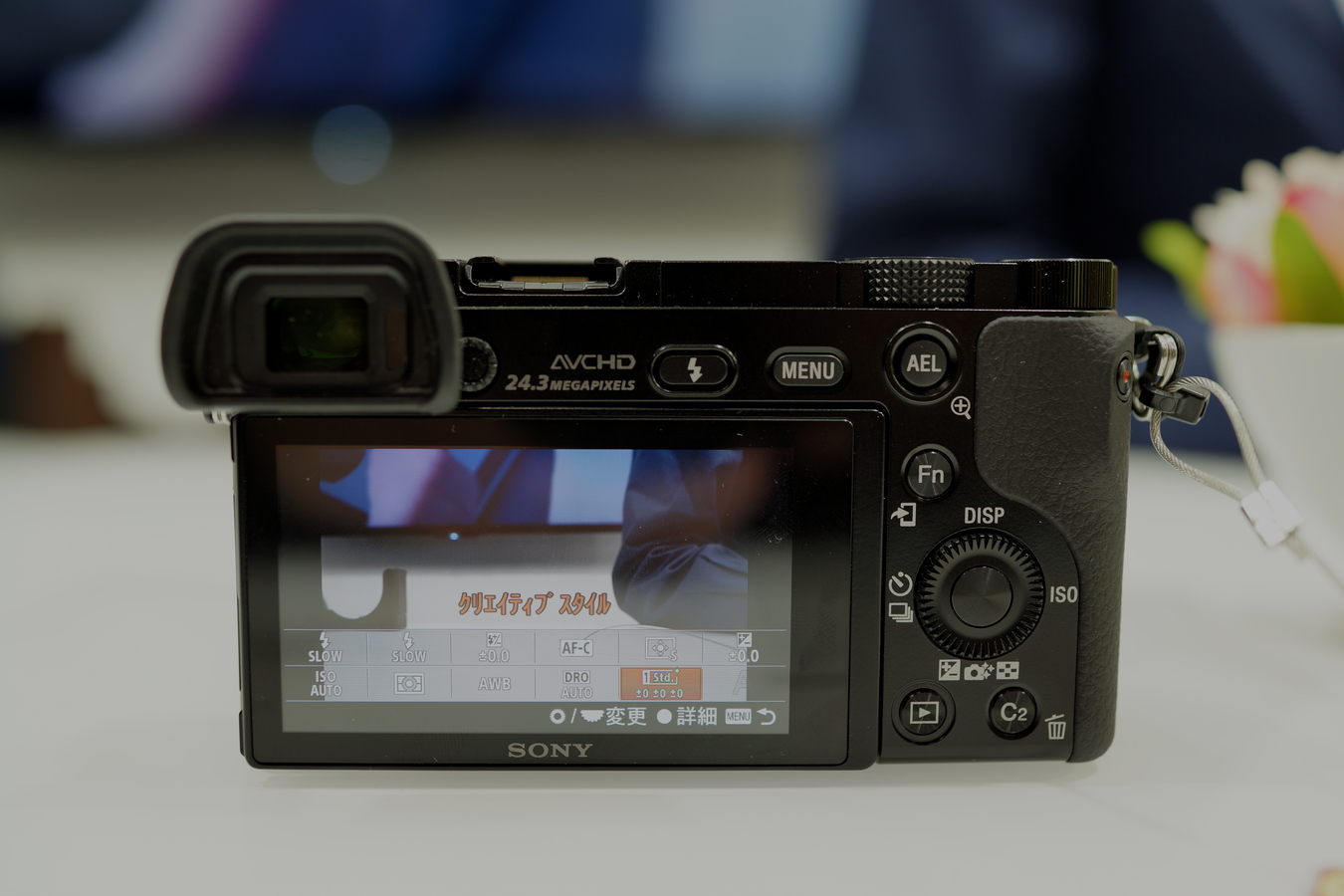
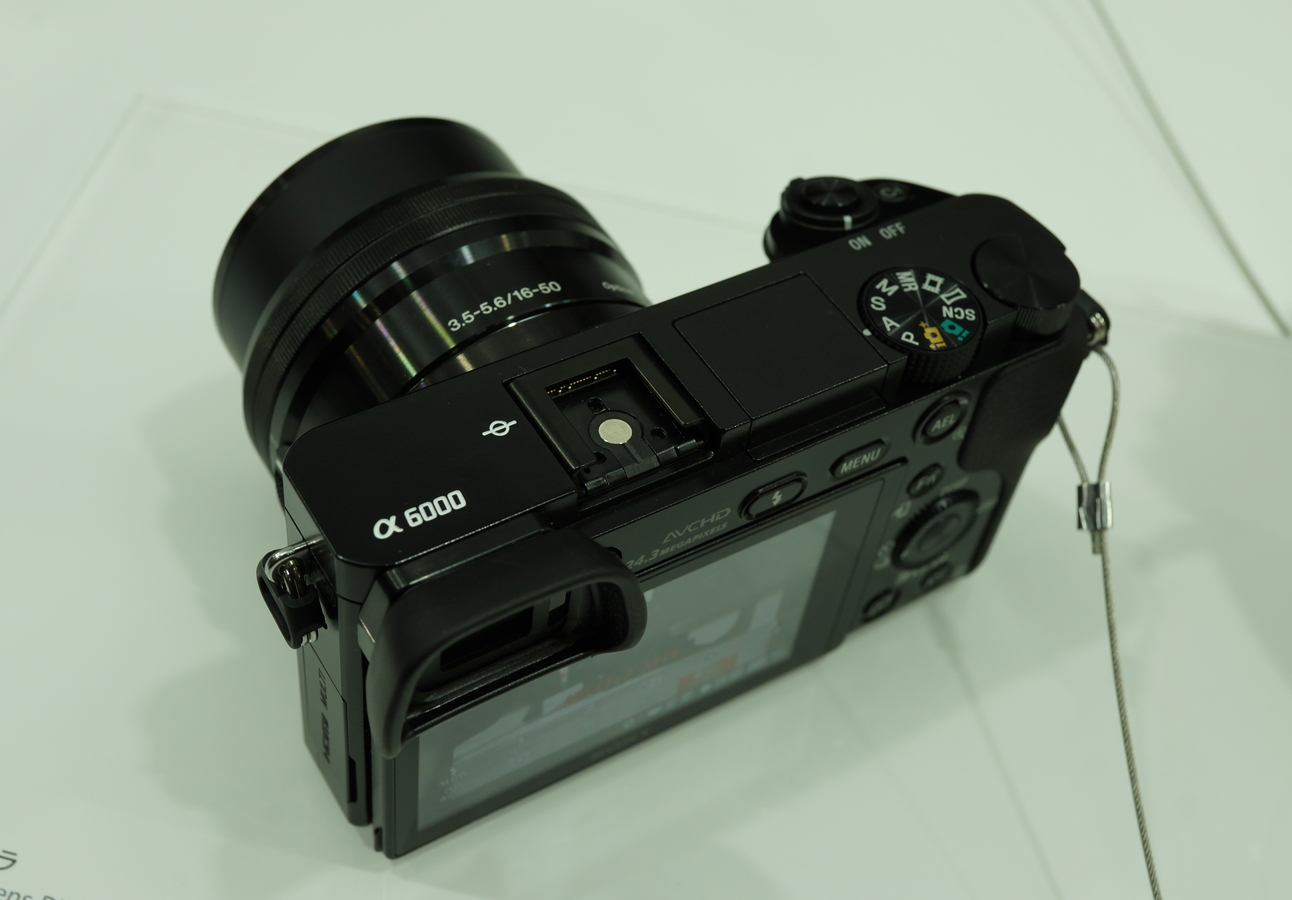
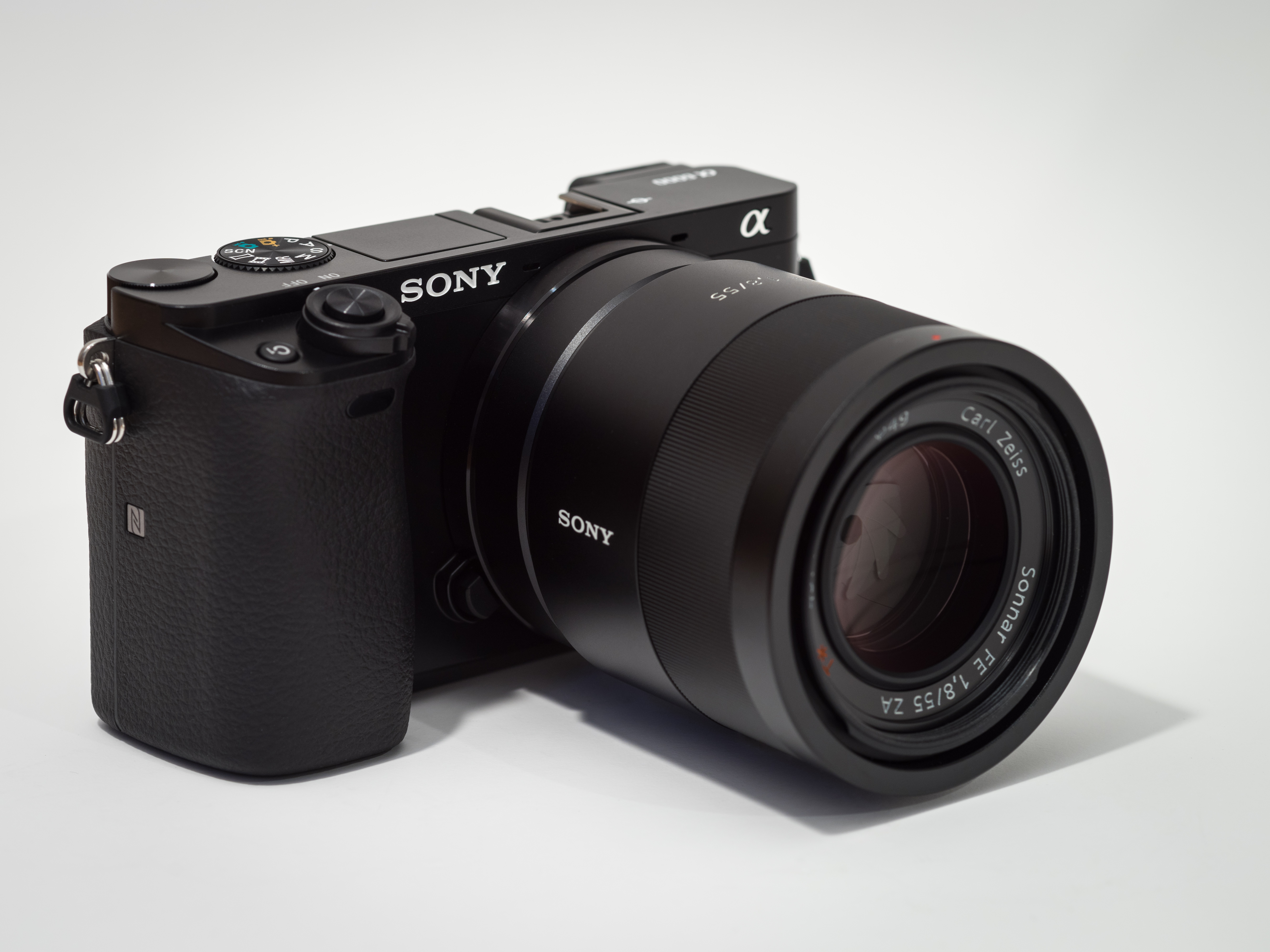

## 같이 보기
- 소니 α7